# چشمه کبود (رازآور)
کانی‌که‌و به فارسی چشمه کبود نام روستایی در دهستان رازآور، در بخش مرکزی شهرستان کرمانشاه در شهرستان کرمانشاه و در استان کرمانشاه است. بر پایه سرشماری سال ۱۳۸۵ این روستا ۶۵۷ نفر جمعیت در۱۴۸ خانوار دارد.